# Euphonia elegantissima
Euphonia elegantissima là một loài chim trong họ Fringillidae.